# Rödkallens kapell
Rödkallens kapell är en kyrkobyggnad på ön Rödkallen i Luleå ytterskärgård. Den tillhör Nederluleå församling i Luleå stift. Kapellet uppfördes på 1760-talet.

## Kyrkobyggnaden
De små timrade kapellen i Luleå skärgård har i historiska tider bekräftat Guds närvaro i yttersta havet. Det timrade kapellet på Rödkallen uppfördes av fiskare från Karlö och Luleå stad på 1760-talet. Dess tak användes som lotsutkik innan fyren byggdes. Den gamla lotsstugan vid kapellet vittnar om denna tid. Länge ägdes kapellet av Lotsverket, men överlämnades 1974 till Nederluleå församling. En gång varje sommar hålls en gudstjänst i kapellet.